# سوني براشاو
سوني براشاو (بالإنجليزية: Sonny Bradshaw)‏ هو مقدم برامج إذاعية جامايكي، ولد في 28 مارس 1926 في كينغستون في جامايكا، وتوفي في 10 أكتوبر 2009 في لندن في المملكة المتحدة.

## وصلات خارجية
- سوني براشاو على موقع ميوزك برينز (الإنجليزية)
- سوني براشاو على موقع أول ميوزيك (الإنجليزية)
- سوني براشاو على موقع ديسكوغز (الإنجليزية)